# Paszki (Litwa)
Paszki (lit. Poškonys) − wieś na Litwie, w okręgu wileńskim, w rejonie solecznickim, w gminie Paszki, 14 km na południowy wschód od Solecznik Wielkich, zamieszkana przez 129 ludzi.
Przez wieś przepływa rzeka Gawia.

## Historia
W czasach zaborów wieś w okręgu wiejskim Szudojny, w gminie Dziewieniszki, w powiecie oszmiańskim, w guberni wileńskiej Imperium Rosyjskiego. W 1866 roku liczyła 73 mieszkańców w 9 domach, 21 dusz rewizyjnych, należał do dóbr Ludwinowo, własność Umiastowskich. Pod koniec XIX wieku zamieszkiwało tu 110 osób.
W latach 1921–1945 wieś leżała w Polsce, w województwie wileńskim, w powiecie oszmiańskim, w gminie Dziewieniszki.
W 1931 w 21 domach zamieszkiwały 122 osoby.
Wierni należeli do parafii rzymskokatolickiej w Dziewieniszkach. Miejscowość podlegała pod Sąd Grodzki w Holszanach i Okręgowy w Wilnie; właściwy urząd pocztowy mieścił się w Dziewieniszkach.